# Clément Petit
Clément Petit (7 de febrero de 2001) es un deportista francés que compite en ciclismo en las modalidades de pista y ruta. Ganó una medalla de bronce en el Campeonato Mundial de Ciclismo en Pista de 2024, en la prueba de scratch.

## Medallero internacional
| Campeonato Mundial | Campeonato Mundial   | Campeonato Mundial | Campeonato Mundial |
| Año                | Lugar                | Medalla            | Competición        |
| ------------------ | -------------------- | ------------------ | ------------------ |
| 2024               | Ballerup (Dinamarca) | Medalla de bronce  | Scratch            |